# Stâlpeni (gmina)
Stâlpeni – gmina w Rumunii, w okręgu Ardżesz. Obejmuje miejscowości Dealu Frumos, Livezeni, Ogrezea, Oprești, Pițigaia, Rădești i Stâlpeni. W 2011 roku liczyła 4868 mieszkańców.